# Таукчи, Афанасий Никодимович
Афанасий Никодимович Таукчи — советский хозяйственный, государственный и политический деятель, Герой Социалистического Труда.

## Биография
Родился в 1932 году в селе Кортен. Член КПСС с 1960 года.
С 1948 года — на хозяйственной, общественной и политической работе. В 1948—1996 гг. — тракторист, в Советской Армии, тракторист, помощник бригадира, бригадир тракторно-виноградарской бригады колхоза «Ленинский путь» Чадыр-Лунгского района Молдавской ССР.
Указом Президиума Верховного Совета СССР от 8 апреля 1971 года присвоено звание Героя Социалистического Труда с вручением ордена Ленина и золотой медали «Серп и Молот».
Избирался депутатом Верховного Совета СССР 7-го и 8-го созывов.
Жил в селе Кортен по состоянию на 2012 год.